# Боснийско-пакистанские отношения
Боснийско-пакистанские отношения — двусторонние дипломатические отношения между Боснией и Герцеговиной (БиГ) и Пакистаном. В 1992 году Пакистан признал независимость БиГ от Социалистической Федеративной Республики Югославии и между странами были установлены дипломатические отношения. В 2016 году премьер-министр Пакистана Наваз Шариф посетил БиГ с трехдневным визитом и пообещал оказать поддержку стране.

## Договор о свободной торговле
Между странами подписано соглашение о создании зоны свободной торговли и в настоящее время идут переговоры о подписании Соглашения о преференциальной торговле. В 2012 году объём товарооборота между странами составил сумму 301 000 долларов США. Большая часть поставок товаров осуществляется через третьи страны, что делает более дорогими хирургические инструменты, текстильные изделия, рис и пиломатериалы для конечного потребителя.

## Военное сотрудничество
В прошлом Пакистан поставлял оружие правительству БиГ и оказывал поддержку санджакским боснякам. В октябре 2012 года между странами был подписан меморандум о взаимопонимании по сотрудничеству в области обороны.

## Землетрясение 2005 года
В 2005 году боснийские школьники и правительство осуществили пожертвования на строительство школы и медицинского учреждения в Азад-Кашмире после землетрясения, которое произошло 8 октября 2005 года и унесло от 86 000 до 87 351 жизней и сделало около 2,8 миллиона человек беженцами. Посол Боснии и Герцеговины Дамир Дзанко заявил, что страна будет оказывать поддержку Азад-Кашмиру в секторах здравоохранения и образования в знак благодарности Пакистану за его помощь в годы Боснийской войны.

## Боснийские беженцы в Пакистане
Во время Боснийской войны Пакистан стал третьей по количеству боснийских беженцев исламской страной, после Турции и Иордании. В июне 1993 года в Пакистан прибыло не менее 380 боснийских беженцев, почти 200 из которых — дети. Власти Пакистана тогда сделали заявление, что могут принять ещё около девяти тысяч беженцев.